# Bayerische Landesanstalt für Wald und Forstwirtschaft

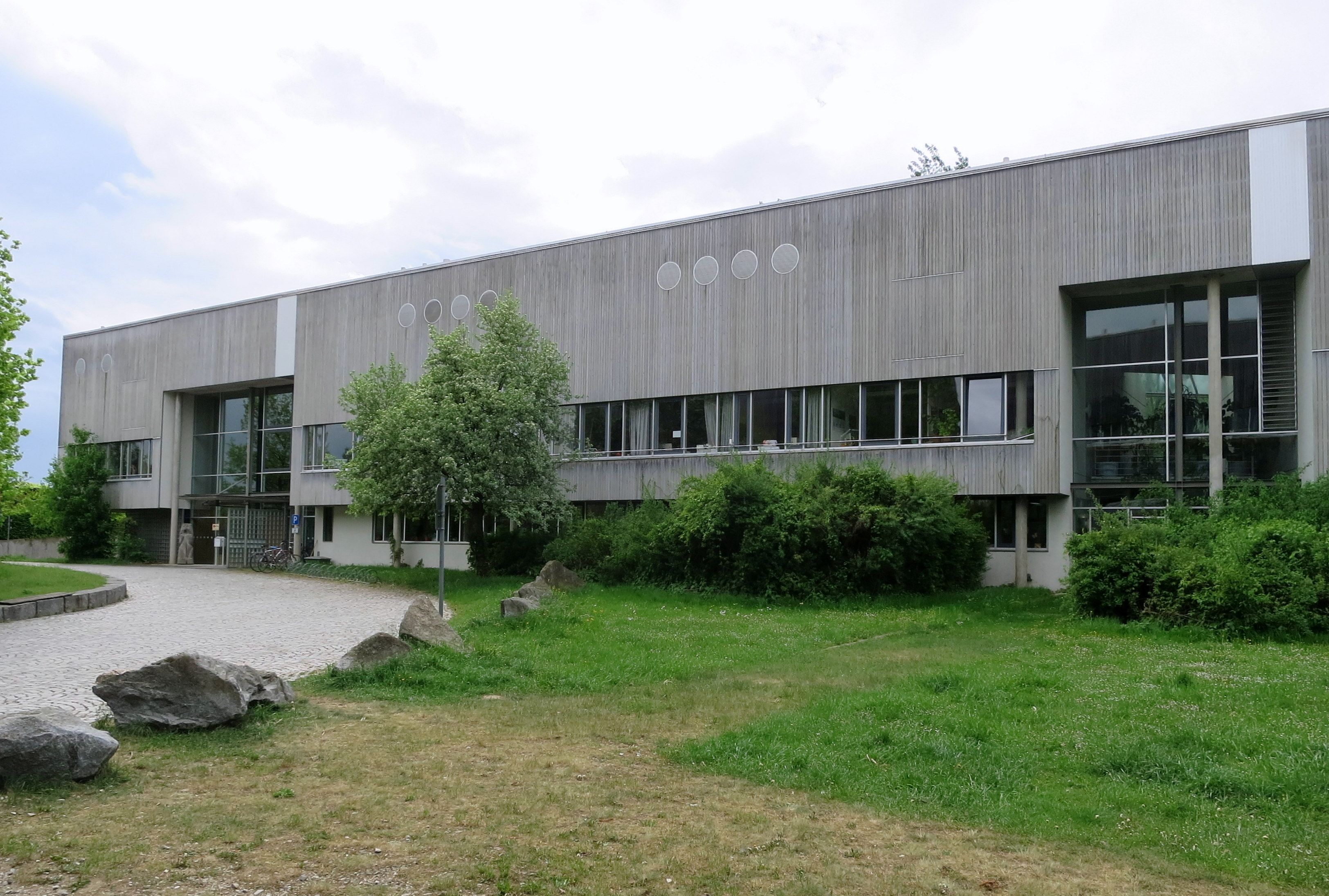
Die LWF als Teil des Zentrums Wald-Forst-Holz

Die Bayerische Landesanstalt für Wald und Forstwirtschaft (LWF) am Campus Weihenstephan in Freising ist eine Sonderbehörde der Bayerischen Forstverwaltung im Geschäftsbereich des Bayerischen Staatsministeriums für Ernährung, Landwirtschaft, Forsten und Tourismus. Die Landesanstalt hat etwa 180 Mitarbeiter, die sich mit Waldforschung und Forstwirtschaft befassen.

## Geschichte

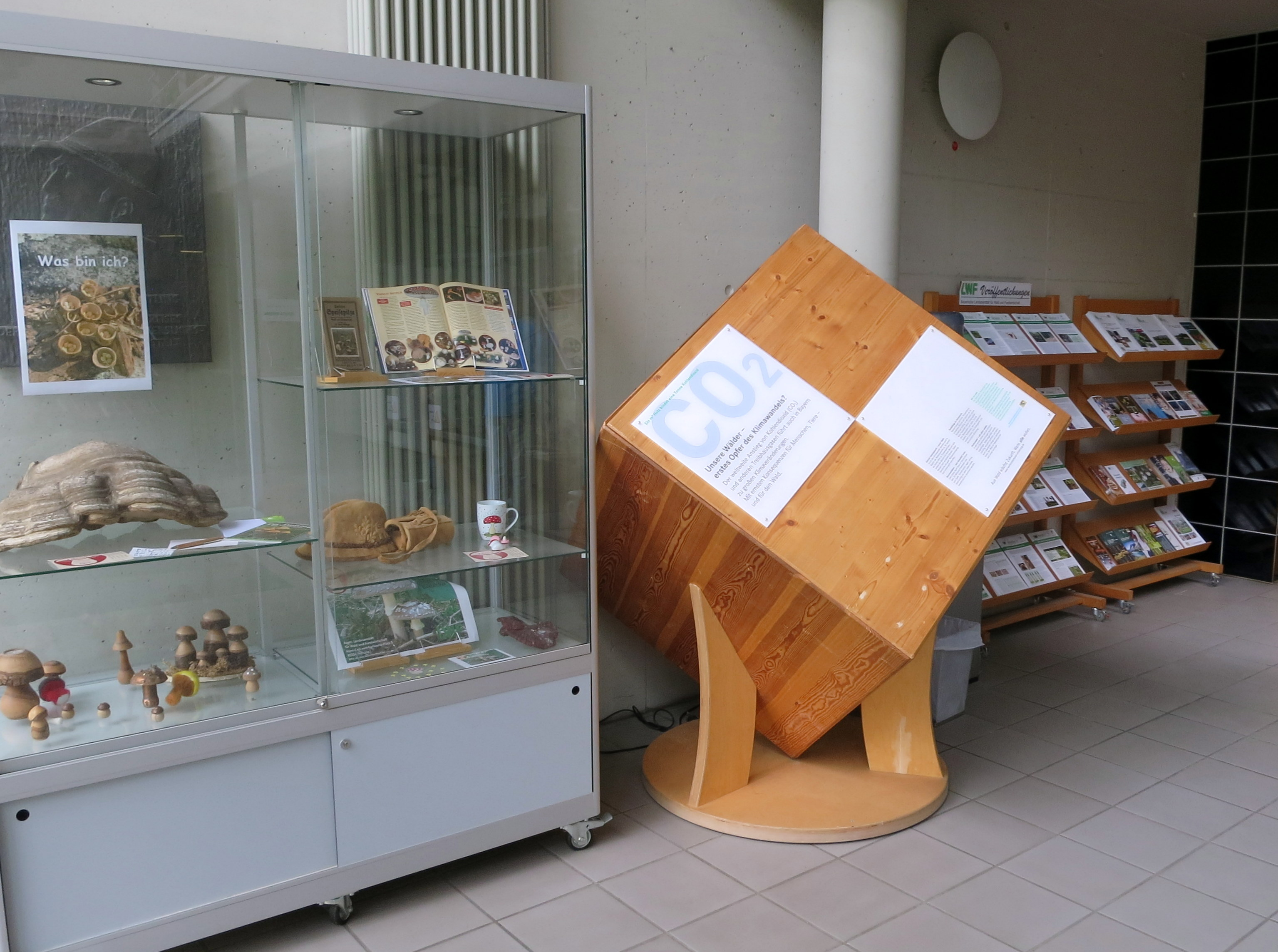
Informationsangebot der LWF

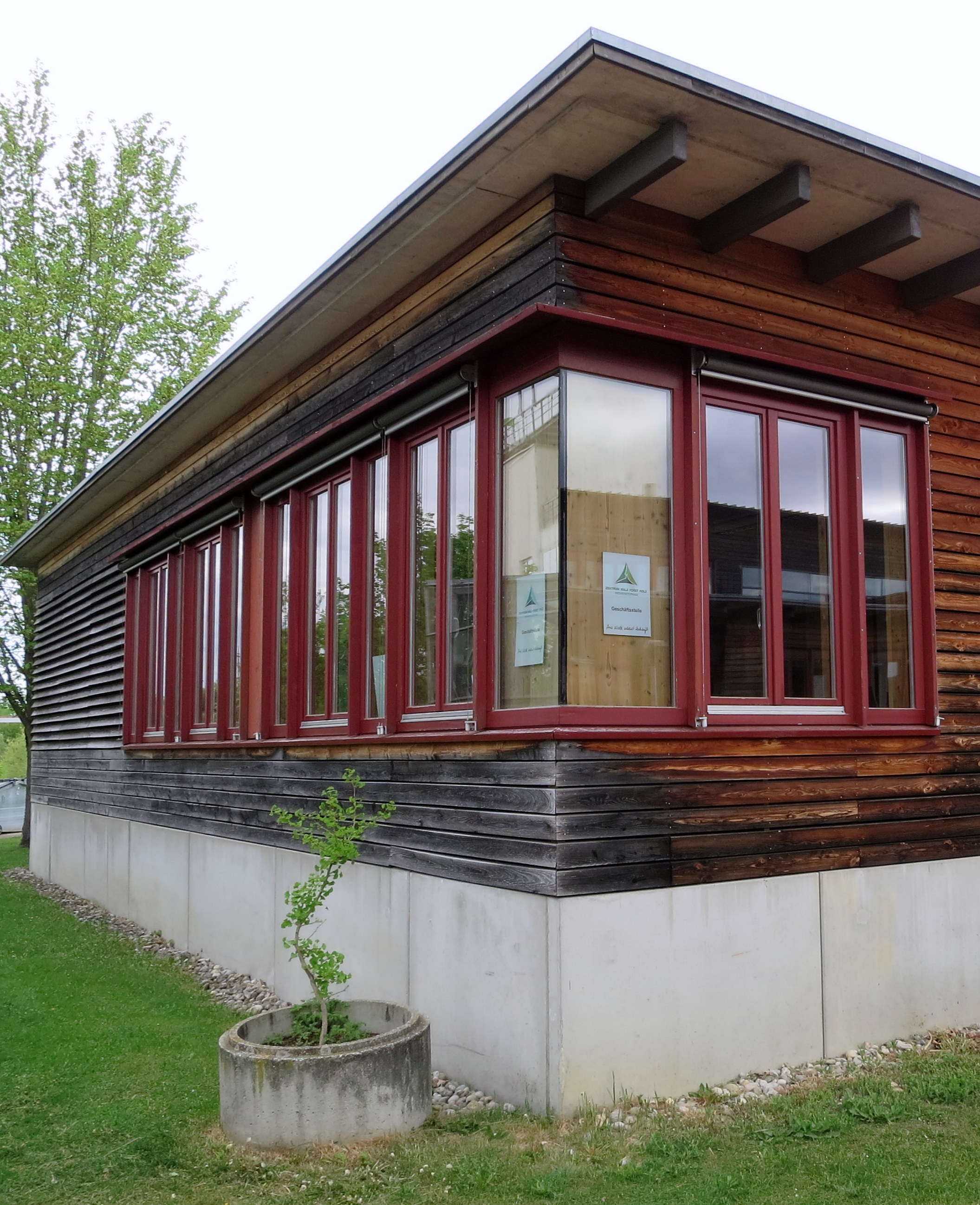
Zentrum Wald-Forst-Holz, Büro

1881 wurde durch König Ludwig II. die Königlich Bayerische Versuchsanstalt zu München gegründet. Zu Beginn des 19. Jahrhunderts entstand das Bedürfnis, die aus praktischen Erfahrungen gewonnenen Lehren wissenschaftlich zu prüfen und zu begründen.
August Ganghofer, der spätere Leiter der Bayerischen Staatsforstverwaltung, hatte die Aufgabe, das forstliche Versuchswesen in Bayern und die Organisation der Versuchsanstalt aufzubauen. Die Abteilungen der Versuchsanstalt wurden von forstlichen Universitätsprofessoren geleitet.
1979 wurde die „Forstliche Versuchs- und Forschungsanstalt“ eigenständig und zur Ressort-Forschungseinrichtung der Bayerischen Forstverwaltung ausgebaut. Mit der Verlegung nach Freising 1993 erhielt die Einrichtung den neuen Namen – Bayerische Landesanstalt für Wald und Forstwirtschaft. 2005 wurden ihr mit der Forstverwaltungsreform weitere Aufgaben übertragen.
2003 gründete die LWF zusammen mit der TUM und der Hochschule Weihenstephan-Triesdorf das Zentrum Wald-Forst-Holz Weihenstephan, welches Kompetenzen und Ressourcen in Forschung, Lehre, Beratung und Wissenstransfer bündeln und Synergieeffekte freisetzen soll.

## Aufgabenstellung im 21. Jahrhundert
Die Bayerische Landesanstalt für Wald und Forstwirtschaft (LWF) will als Forschungseinrichtung der Bayerischen Forstverwaltung angewandte Forschungs- und Entwicklungsarbeit als Grundlage für eine nachhaltige, das heißt wettbewerbsfähige, ökologische und sozial verträgliche Bewirtschaftung des Waldes betreiben. So will sie der forstlichen Praxis und der Öffentlichkeit neue Erkenntnisse aus Forschung und langfristig angelegten Untersuchungen liefern, um den Erhalt und die Stärkung der vielfältigen Waldfunktionen zu sichern.
In ihrer Funktion als Servicestelle will die LWF das Bayerische Staatsministerium für Ernährung, Landwirtschaft, Forsten und Tourismus (StMELFT) und die weiteren Forstbehörden bei der Erfüllung ihrer Aufgaben unterstützen.

## Organisation
Die Bayerische Landesanstalt für Wald und Forstwirtschaft (LWF) wird vom Präsidenten und vom Vizepräsidenten geleitet, die durch Stabsstellen unterstützt werden.
Die LWF gliedert sich in folgende neun Abteilungen:
- Abteilung 1: Informationstechnologie
- Abteilung 2: Boden und Klima
- Abteilung 3: Waldbau und Bergwald
- Abteilung 4: Forsttechnik, Betriebswirtschaft, Holz
- Abteilung 5: Waldschutz
- Abteilung 6: Biodiversität und Naturschutz
- Abteilung 7: Waldbesitz, Beratung, Forstpolitik
- Abteilung 8: Wissenstransfer, Öffentlichkeitsarbeit, Waldpädagogik
- Abteilung 9: Forschungsförderung, Großrauminventuren, Controlling

Dem Präsidium direkt zugeordnet sind die Stabsstellen für „Personal, Verwaltung“, „Labor“ und „Juristische Beratung“, „Wildbiologie und Wildtiermanagement“ sowie die Geschäftsstelle des Zentrums Wald-Forst-Holz Weihenstephan.

## Tätigkeitsfelder der Abteilungen

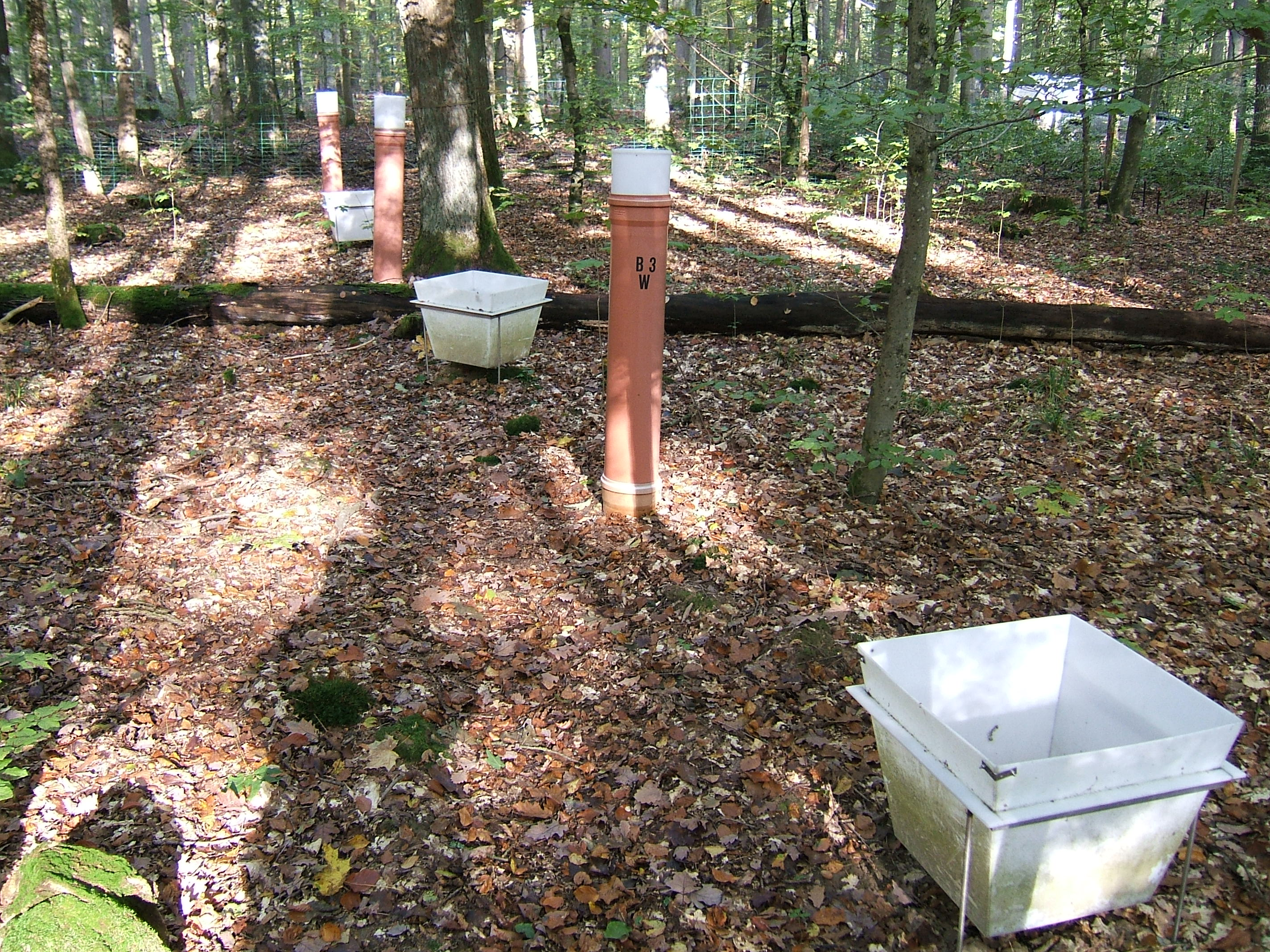
Intensives forstliches Umweltmonitoring (Level 2) an einer von der LWF betreuten Waldklimastation in Bayern

### Forstliche IT
Die Abteilung Informationstechnologie ist für die Einrichtung und den Betrieb der PCs an den Arbeitsplätzen, der verwendeten Software und des Netzwerkes sowie der zentralen Datenbanken an der LWF zuständig. Darüber hinaus leistet die EDV in Zusammenarbeit mit anderen Abteilungen konzeptionelle Arbeit und Entwicklung von Fachanwendungen, vor allem in den Bereichen Datenbanken und WebGIS. Für die Themen forstliche Fernerkundung, BayWIS und GIS ist hier die zentrale Stelle der Bayerischen Forstverwaltung. Im Rahmen von Projekten werden die technischen Entwicklungen in diesen Bereichen laufend verfolgt, mitgestaltet und anwendungsorientiert umgesetzt.

### Boden und Klima
Wie kaum ein anderer Wirtschaftszweig ist die Forstwirtschaft von den gegebenen Umweltbedingungen abhängig. Es ist nur in äußerst geringem Umfang möglich und wirtschaftlich, die Wachstumsbedingungen der Bäume aktiv zu verbessern. Vielmehr kommt es in der Forstwirtschaft darauf an, zu den gegebenen Boden- und Klimaverhältnissen die optimalen Baumarten und Bewirtschaftungsformen zu wählen. Die Kenntnis der gegenwärtigen und zukünftigen Standortbedingungen ist dafür die Voraussetzung. In der Abteilung Boden und Klima der LWF werden die Standortbedingungen auf verschiedenen raumzeitlichen Skalenniveaus erfasst. Hier muss man sich in besonderem Maße den Herausforderungen stellen, die der globale Wandel mit sich bringt: Klimaveränderung, Bodenverarmung und Bodeneutrophierung sind die wichtigsten Themen.

### Waldbau und Bergwald

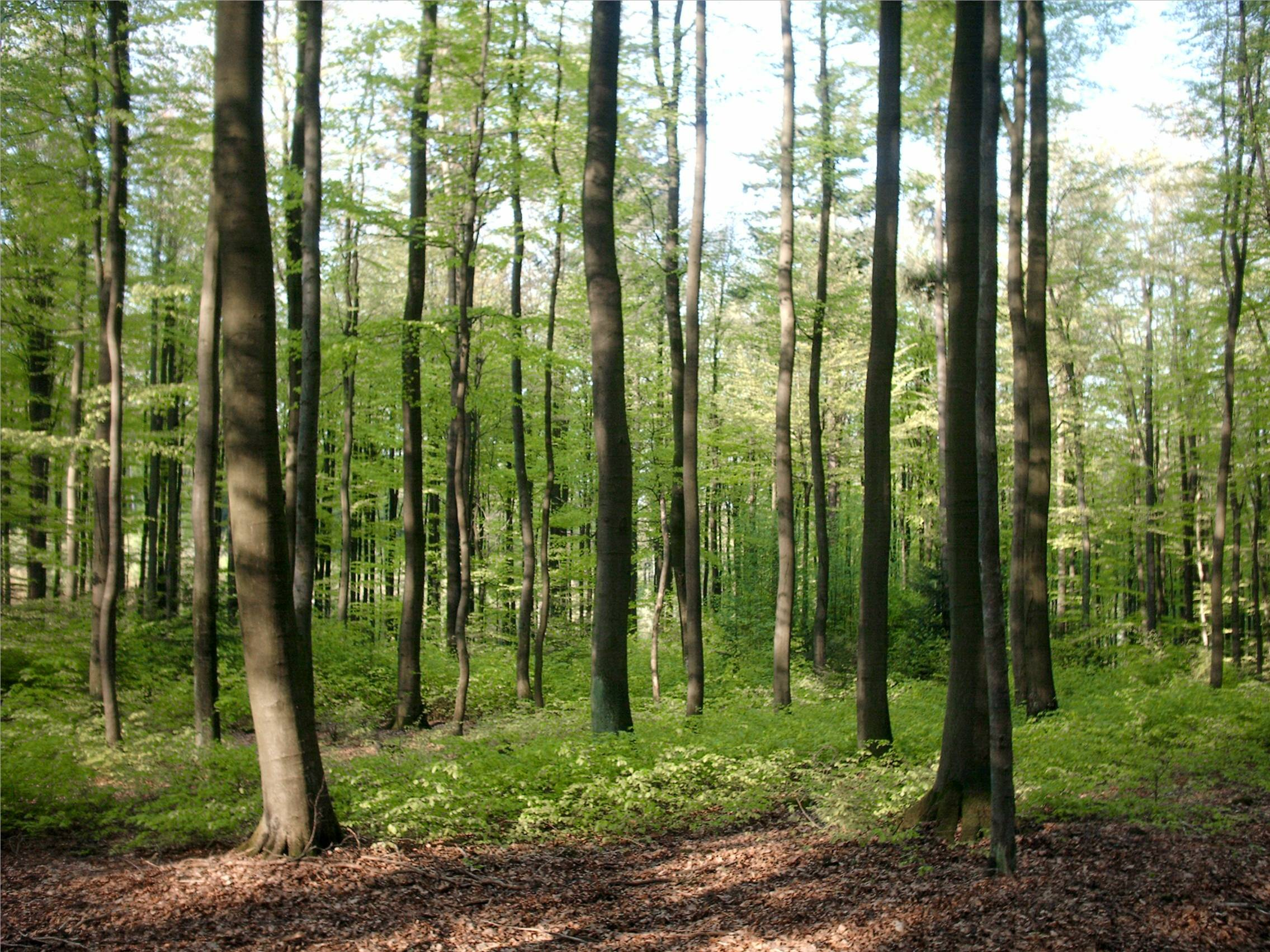
Buchenwald im Spessart

Als zentrales Element der nachhaltigen Forstwirtschaft hat der Waldbau im Flachland und Gebirge die Aufgabe, vorhandene Wälder zu pflegen und neue Wälder heranzuziehen. Dabei sollen unter Berücksichtigung aller Waldfunktionen ein langfristig möglichst hoher Ertrag erwirtschaftet und zugleich die Stabilität der Waldbestände gegen abiotische und biotische Schadereignisse verbessert werden. Waldbauliches Handeln erfordert neben einem besonders langfristigen Denken ein grundlegendes Verständnis der Abläufe im Ökosystem Wald. Es umfasst alle Bewirtschaftungsmaßnahmen und bildet den Schlüssel für die Entwicklung zukunftsfähiger, wirtschaftlich und ökologisch ausgewogener Waldbestände. Waldbau verfolgt das Ziel, Wachstum und Stabilität von Waldbeständen zu sichern und zu verbessern.

### Forsttechnik, Betriebswirtschaft, Holz
Der Wald liefert den wichtigsten nachwachsenden Roh- und Brennstoff Holz. Viele tausend Menschen arbeiten in Betrieben, die Holz aus den heimischen Wäldern verarbeiten. Wie viel Holz erzeugen unsere Wälder? Wie kann es möglichst naturschonend und rationell gewonnen werden? Welche Wirtschaftszweige verwenden welche Holzmengen?

### Waldschutz

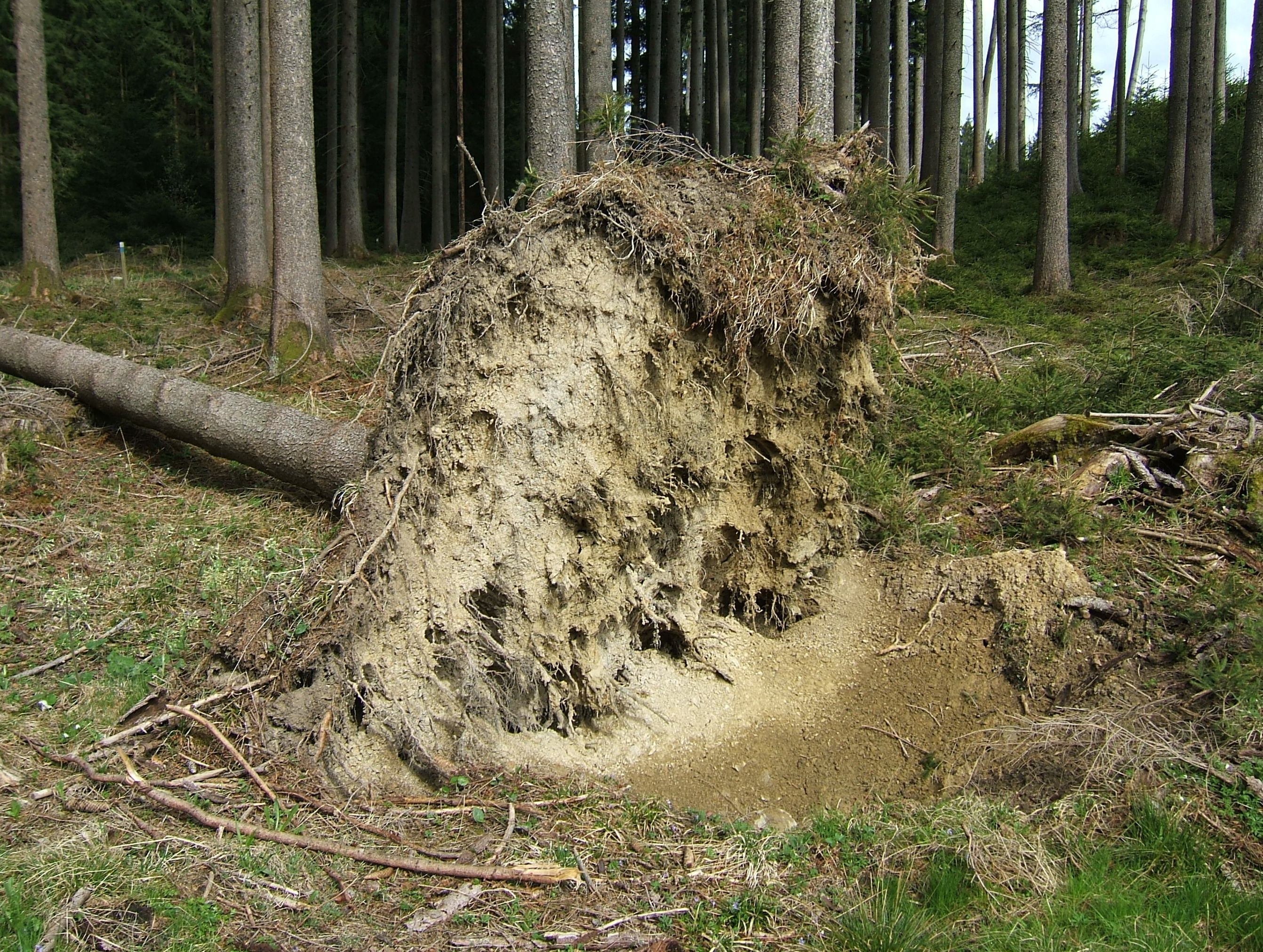
Windwurf in einem Fichtenwald

Waldschutz ist eine Kernkompetenz der Bayerischen Forstverwaltung. Die bayerischen Wälder sind natürlicher Lebensraum zahlreicher Arten. Darunter befinden sich auch Arten, die Waldbestände zerstören können. Neben den einheimischen Schadorganismen kommen über den globalen Handel laufend neue hinzu. Durch den sich abzeichnenden Klimawandel gelingt es diesen zunehmend leichter, sich zu etablieren. Um Schäden am Wald rechtzeitig erkennen und irreversible Bestandsschäden verhindern zu können, führen wir artspezifische Monitoringverfahren zu verschiedenen Schadorganismen durch und beraten die Waldbesitzer zu Maßnahmen der Risikominimierung. Dies erfolgt in enger Zusammenarbeit mit den Ämtern für Ernährung, Landwirtschaft und Forsten (ÄELF), den Bayerischen Staatsforsten (BaySF) und der Landesanstalt für Landwirtschaft (LfL) als amtlicher Pflanzenschutzdienst.
Die Beratung der forstlichen Praxis hinsichtlich waldschutzrelevanter Themen ist eine der Arbeitsschwerpunkte der Abteilung Waldschutz. In Schulungen, Vorträgen und Veröffentlichungen geben wir aktuelles Wissen an das Forstpersonal und interessierte Waldbesitzer weiter. Daher ist unsere Forschung im Schwerpunkt praxisorientiert. Nur so kann aktuelles Wissen über „alte“ und „neue“ Schadorganismen sowie neue Verfahren des Bestandschutzes in die Beratung und Wissensvermittlung einfließen.

### Biodiversität und Naturschutz
Das Ganze ist mehr als die Summe seiner Teile. Auf die Natur trifft dieser Ausspruch besonders zu. Bis zu 14.000 Tier-, 6.000 Pflanzen- und 5.000 Großpilzarten ergeben auch in der Summe nicht den Grund für das Gefühl, das Menschen im Wald oft ergreift. Das Zusammenspiel der Vielfalt des Lebens mit Boden, Wasser und Klima ergibt ein Ganzes, das es zu verstehen gilt, um es wirkungsvoll schützen und nutzen zu können. Die Abteilung Biodiversität und Naturschutz an der LWF erfüllt den gesetzlichen Auftrag, durch Beratung, Forschung und Monitoring die nachhaltige und naturnahe Forstwirtschaft auf der Basis ihrer ökologischen Grundlagen weiterzuentwickeln. Es gilt Nutzungspotenziale und Risiken zu erforschen.
Waldökologische Forschung deckt ökologische Zusammenhänge auf, gibt Aufschluss über die Belastungen des Waldes durch äußere Einflüsse und Hinweise auf die Möglichkeiten und Grenzen forstwirtschaftlicher Nutzung. Durch Inventuren und die Beobachtung von Arten und Lebensräumen wird die dazu notwendige Datengrundlage geschaffen. Flächeninformationssysteme wie die Kartierung der Natura 2000 Lebensräume stellen wichtige Planungsgrundlagen dar, die unmittelbar in die Gestaltung unserer Wälder einfließen.

### Wildbiologie und Wildtiermanagement
Bei Wildarten, die Konflikte verursachen können, gilt es, in einem frühen Stadium verlässliche Spielregeln mit den relevanten Interessensgruppen zu erarbeiten und geeignete Lösungswege für einen ausgewogenen Umgang aufzuzeigen. Zielführende Managementkonzepte können nur auf der Basis sorgfältig erhobener Daten erstellt und umgesetzt werden. Im bayerischen Jagdwesen beruht das Wildtiermanagement auf drei gesetzlich normierten Säulen: Die nachhaltige Nutzung natürlicher Ressourcen, der Schutz des Wildes und seiner Lebensräume sowie die Regulation von Wildtierbeständen zum Schutz des Eigentums und des Allgemeinwohls. Wildtiermanagement bemüht sich daher auch, Wildtieren geeignete Lebensräume zu erhalten bzw. zu schaffen.

### Waldbesitz, Beratung, Forstpolitik

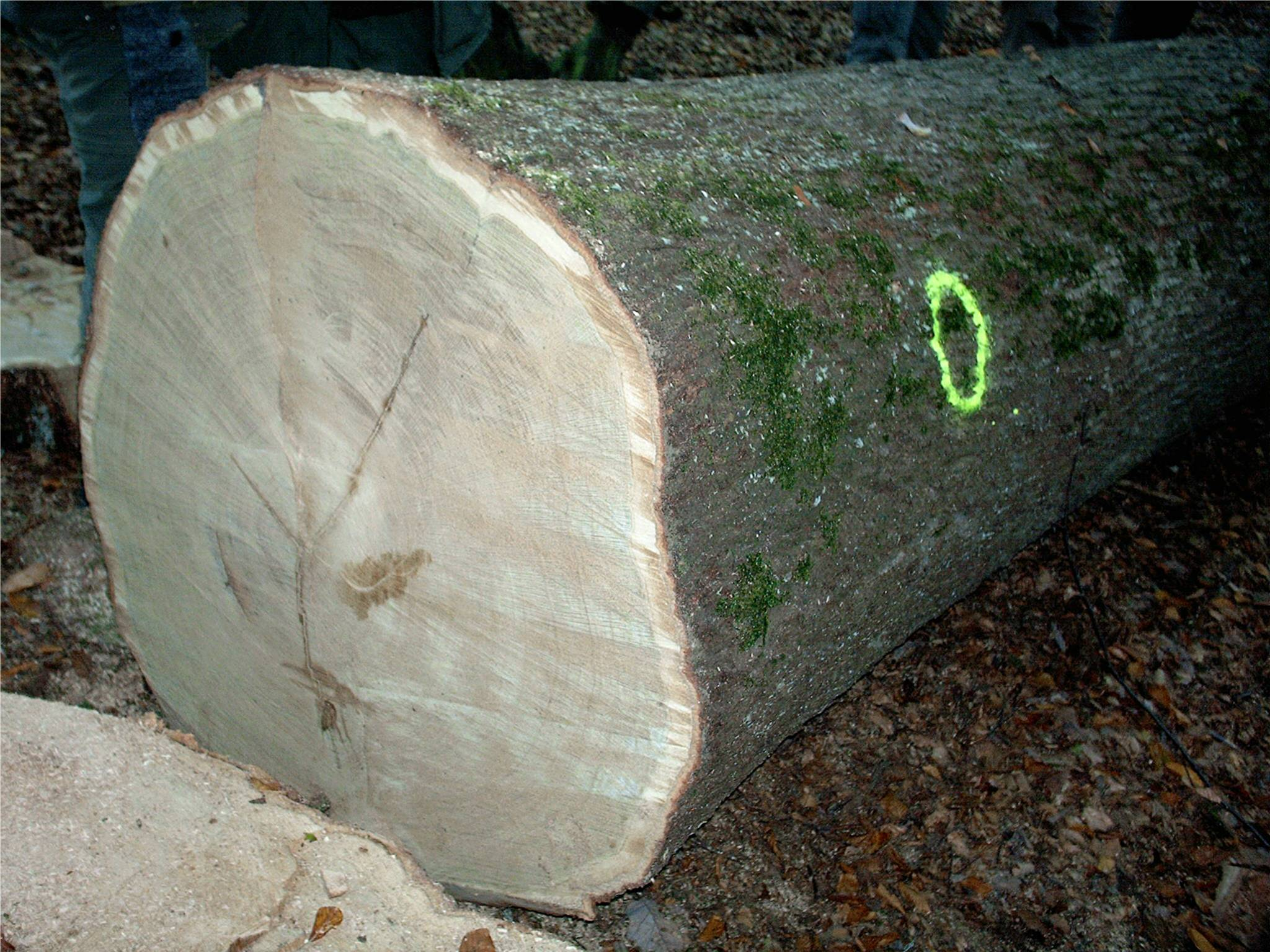
Eichenfurnierstamm aus dem Spessart

Unsere Gesellschaft ist auf vielfältige Weise mit dem Wald verbunden. Sie zieht Nutzen aus seinen Wohlfahrtswirkungen und stellt dementsprechende Anforderungen an die Erhaltung und Bewirtschaftung des Waldes – wichtige Gründe, sich mit dem Thema „Wald und Gesellschaft“ intensiv zu beschäftigen.
Bayern ist mit rund 2,56 Millionen Hektar zu einem Drittel seiner Fläche bewaldet und gehört damit zu den waldreichsten Bundesländern. Der Wald schützt vor Naturgefahren wie Lawinen, Erdrutschen und Hochwasser. Er ist Lebensraum für Wildtiere und Erlebnis- und Erholungsraum für unsere Zivilisationsgesellschaft. Die nachhaltige Nutzung des nachwachsenden Rohstoffes Holz ist vor dem Hintergrund von Klimawandel, Energieknappheit und Umweltbedrohung eine Frage der Vernunft.
Die Waldbesitzer werden deshalb bei der Bewirtschaftung des Waldes von der Bayerischen Forstverwaltung unterstützt. Über gemeinwohlorientierte Beratung, fachliche Fortbildung und finanzielle Förderung leistet die Bayerische Forstverwaltung Hilfe zur Selbsthilfe und trägt so zur multifunktionellen, zukunftsfähigen und naturnahen Forstwirtschaft zum Wohle von Wald, Waldbesitzern und Gesellschaft in Bayern bei.

### Wissenstransfer – Wissen für die Praxis
Waldbesitzer, forstliche Praktiker und Entscheidungsträger stehen sich ständig verändernden Rahmenbedingungen und neuen Herausforderungen gegenüber, zum Beispiel durch den technischen Fortschritt oder der Klimawandel. Andererseits verfolgen breite Kreise der Gesellschaft die Geschehnisse rund um den Wald sehr aufmerksam, stehen aber seiner Bewirtschaftung mitunter kritisch gegenüber. Sie alle sind an objektiven Informationen zu diesen Themen interessiert.
Neue Erkenntnisse der Wissenschaft zum Wald und seiner Bewirtschaftung müssen daher in verständlicher und anwendbarer Form an die forstliche Praxis und die Gesellschaft gelangen. Unsere zunehmend naturferne Zivilisationsgesellschaft hat nur noch selten Gelegenheit, Wald und Wildnis hautnah zu erleben. Sie steht auch der Nutzung von Natur mit immer weniger Verständnis gegenüber. Waldpädagogik und forstliche Bildungsarbeit versuchen diese Lücke zu schließen.

### Forschungsförderung, Großrauminventuren, Controlling
Es ist Aufgabe der forstlichen Forschung, Erkenntnisse und Strategien zu erarbeiten, um den Erhalt und die Begründung multifunktionaler, stabiler und ertragreicher Wälder für die Zukunft zu sichern. Für Projekte, die diese Ziele verfolgen, stellt die Bayerische Forstverwaltung jährlich Mittel zur Verfügung. Die Abteilung koordiniert in Abstimmung mit dem Bayerischen Staatsministerium für Ernährung, Landwirtschaft, Forsten und Tourismus die Abwicklung der geförderten Projekte.
Großrauminventuren dienen der Erhebung von Daten zum Zustand und zur Veränderung von Wäldern. Sie liefern zudem die Datengrundlage zahlreicher Forschungsprojekte und sind eine wichtige Informationsgrundlage für Öffentlichkeit, Politik und öffentliche Verwaltungen. Neben der Organisation, Durchführung und Auswertung der Arbeiten zu Bundeswaldinventuren und der Waldzustandserhebung unterstützt die Bayerische Landesanstalt für Wald und Forstwirtschaft auch die nachgeordneten Behörden des StMELF bei der Auswertung der Forstlichen Gutachten zur Situation der Waldverjüngung.

## Tätigkeiten und Forschungen
- Landesweite Forstbeobachtung:

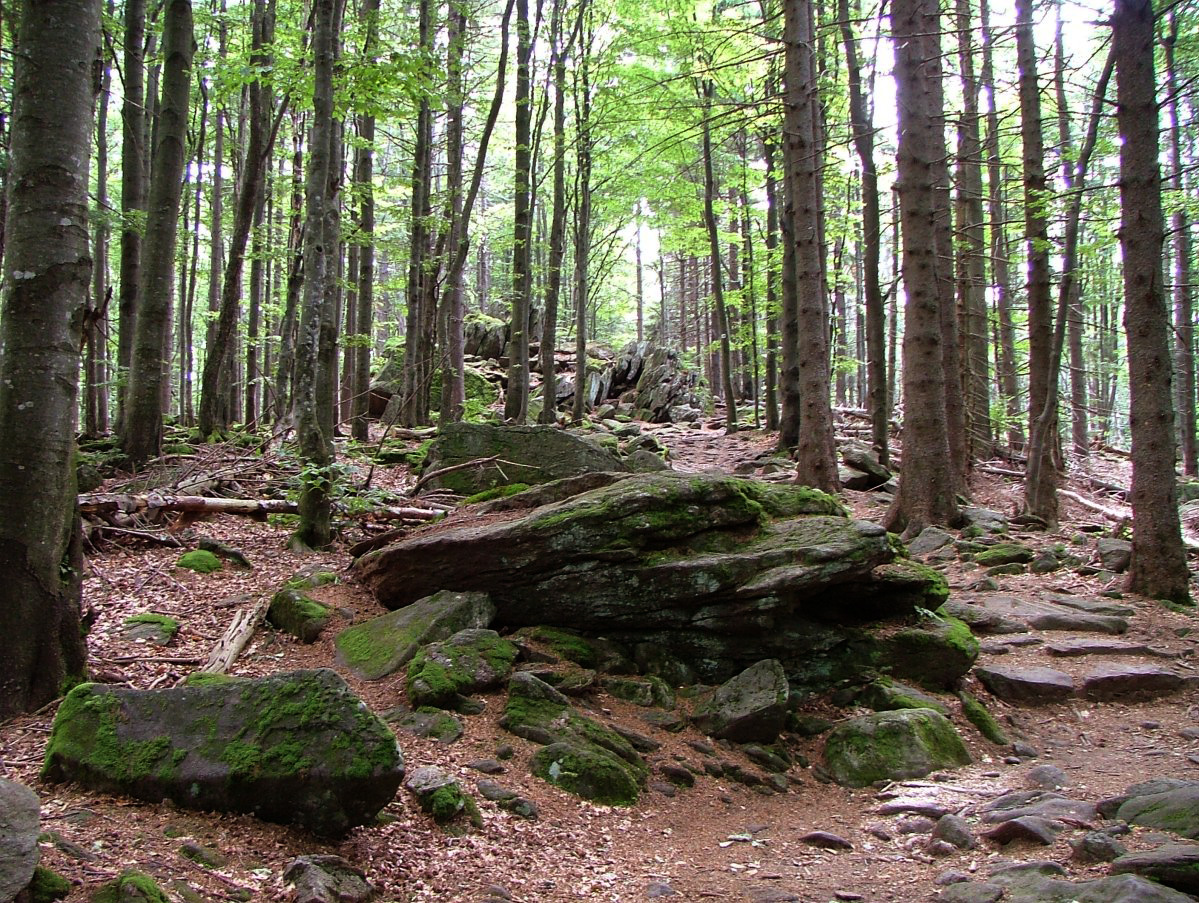
Nationalpark Bayrischer Wald – Naturwald für uns Menschen

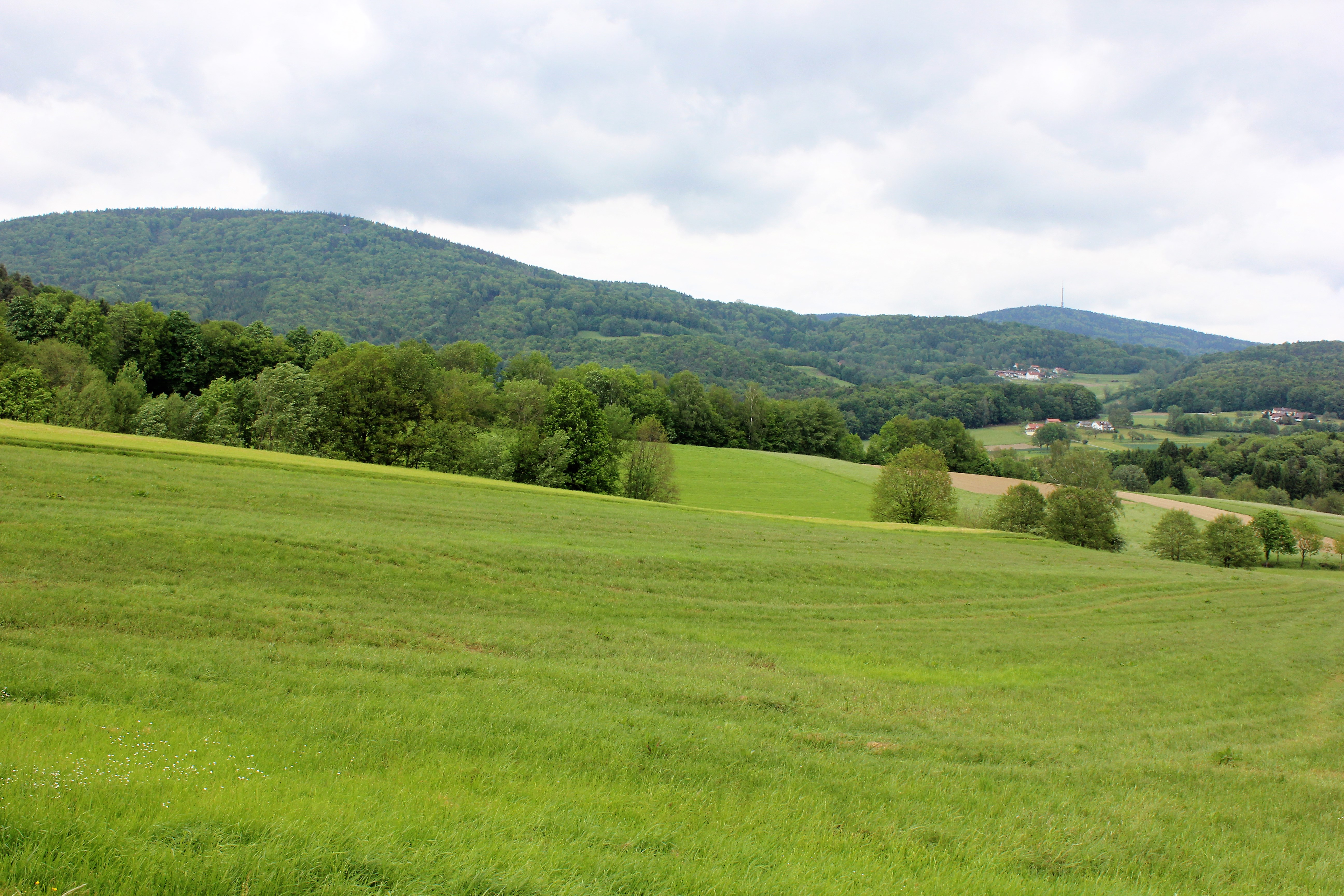
FFH-Gebiet in der Nähe von Schöllnach, Lkrs. Deggendorf

20 Waldklimastationen und 56 Bodendauerbeobachtungsflächen, die systematische Kronenzustandserhebung, Borkenkäfer-Beobachtungen und periodische Inventuren wie die Bodenzustandserfassung liefern als forstliche Umweltbeobachtung ein Bild vom Zustand des Waldes. Daraus werden langfristige Entwicklungen und Schutzkonzepte für den Wald abgeleitet.
- Optimierung der Waldbewirtschaftung:

Aufgabe der LWF ist es Waldbesitzern zu unterstützen, durch Verbesserung der Wirtschaftlichkeit ihrer Betriebe unter Wahrung der forstlichen Nachhaltigkeit die Waldbewirtschaftung in Bayern zu optimieren. In Form von waldbaulichen Behandlungsstrategien, Empfehlungen zur Waldpflege und Waldverjüngung, zum bodenschonenden und rationellen Maschineneinsatz werden die Forschungsergebnisse der praktischen Forstwirtschaft zur Verfügung gestellt. Waldinventuren und betriebswirtschaftliche oder sozioökonomische Untersuchungen wie das „Testbetriebsnetz Forstwirtschaft“ liefern Waldbesitzern und Entscheidungsträgern Entscheidungshilfen. Zur Sicherung der Gemeinwohlfunktionen des Waldes werden Empfehlungen für eine nachhaltige Waldbewirtschaftung entwickelt sowie Konzepte für Schutzwald- oder Wildtierregulierung und Strategien zum Wasser- und Bodenschutz.
- Holzenergie :

Ein Schwerpunkt der Forschungs- und Beratungstätigkeit der LWF liegt auf den Gebieten der Holzenergie und der Bereitstellung von Holzhackschnitzeln.
- Schädlingsüberwachung und -bekämpfung :

Tierische, pflanzliche und pilzliche Schädlinge an Waldgehölzen wie zum Beispiel Borkenkäfer und Eichen-Prozessionsspinner und deren Entwicklung werden überwacht, bei Bekämpfungsmaßnahmen berät die LWF und leistet organisatorische Unterstützung.
- Natura 2000:

Die LWF steuert fachlich die Natura 2000 im Wald in Bayern. Dabei werden Arbeitshilfen und Kartieranleitungen erstellt, um schützenswerte Lebensraumtypen und Arten zu erfassen. Die Kartierungsteams vor Ort werden fortgebildet.
- Naturwaldreservatsforschung:

Die LWF betreut die aktuell 159 Naturwaldreservate in Bayern. Dazu koordiniert sie die wissenschaftlichen Arbeiten, führt eigene Forschungen durch und veröffentlicht Forschungsergebnisse.